# Marolles-lès-Bailly
 Marolles-lès-Bailly  es una población y comuna francesa, en la región de Champaña-Ardenas, departamento de Aube, en el distrito de Troyes y cantón de Bar-sur-Seine.

## Demografía
| 120 | 127 | 106 | 116 | 119 | 100 |
| Para los censos de 1962 a 1999 la población legal corresponde a la población sin duplicidades (Fuente: INSEE [Consultar]) |     |     |     |     |     |